# Bittacus stanleyi
Bittacus stanleyi är en näbbsländeart som beskrevs av George W. Byers 1968. Bittacus stanleyi ingår i släktet Bittacus och familjen styltsländor. Inga underarter finns listade i Catalogue of Life.